# Eogavialis
Eogavialis — вимерлий рід крокодиломорфа євсухії, який зазвичай розглядається як гавіалоїдний крокодил. Зовні він нагадує Tomistoma schlegeliiі, отже, матеріал із роду спочатку відносили до Tomistoma. Справді, лише в 1982 році назва Eogavialis була створена після того, як з’ясувалося, що зразки походять від більш базальної форми.